# Danh sách đơn vị hành chính Hà Nam (Trung Quốc)
Tỉnh Hà Nam, Trung Quốc được chia ra thành các đơn vị hành chính sau:
- 17 đơn vị cấp địa khu
  - tất cả đều là địa cấp thị
- 159 đơn vị cấp huyện
  - 21 huyện cấp thị
  - 88 huyện
  - 50 khu (quận)
- 2299 đơn vị cấp hương
  - 841 trấn/ thị trấn
  - 1054 hương/ xã
  - 12 hương dân tộc
  - 392 nhai đạo

Tất cả các đơn vị hành chính này được giải thích chi tiết trong bài phân cấp hành chính Trung Quốc. Danh sách sau chỉ liệt kê các đơn vị hành chính cấp địa khu và cấp huyện của Hà Nam.
| Thành phố (địa cấp thị)    | Quận | Huyện, thành phố cấp huyện (huyện cấp thị) |
| -------------------------- | --- | --- |
| • Trịnh Châu (郑州市)      | Trung Nguyên (中原区) Kim Thủy (金水区) Nhị Thất (二七区) khu dân tộc Hồi Quản Thành (管城回族区) Thượng Nhai (上街区) Huệ Tể (惠济区)           | thành phố cấp huyện Củng Nghĩa (巩义市) thành phố cấp huyện Tân Trịnh (新郑市) thành phố cấp huyện Tân Mật (新密市) thành phố cấp huyện Đăng Phong (登封市) thành phố cấp huyện Huỳnh Dương (荥阳市) thành phố cấp huyện Trung Mưu (中牟县) |
| • Khai Phong (开封市)      | Cổ Lâu (鼓楼区) Long Đình (龙亭区) khu dân tộc Hồi Thuận Hà (顺河回族区) Vũ Vương Đài (禹王台区) Kim Minh (金明区)                               | Khai Phong (开封县), Úy Thị (尉氏县) Lan Khảo (兰考县), Kỷ (杞县) Thông Hứa (通许县) |
| • Lạc Dương (洛阳市)       | Tây Công (西工区) Lão Thành (老城区) Giản Tây (涧西区) khu dân tộc Hồi Triền Hà (瀍河回族区) Lạc Long (洛龙区) Yển Sư (偃师区) Mạnh Tân (孟津区) | Nhữ Dương (汝阳县) Y Xuyên (伊川县), Lạc Ninh (洛宁县) Tung (嵩县), Nghi Dương (宜阳县) Tân An (新安县), Loan Xuyên (栾川县) |
| • Bình Đỉnh Sơn (平顶山市) | Tân Hoa (新华区) Vệ Đông (卫东区) Trạm Hà (湛河区) Thạch Long (石龙区)                                                                           | thành phố cấp huyện Nhữ Châu (汝州市) thành phố cấp huyện Vũ Cương (舞钢市) Bảo Phong (宝丰县), Diệp (叶县) Giáp (郏县), Lỗ Sơn (鲁山县) |
| • An Dương (安阳市)        | Bắc Quan (北关区) Văn Phong (文峰区) Ân Đô (殷都区) Long An (龙安区)                                                                             | thành phố cấp huyện Lâm Châu (林州市) An Dương (安阳县), Hoạt (滑县) Nội Hoàng (内黄县), Thang Âm (汤阴县) |
| • Hạc Bích (鹤壁市)        | Kỳ Tân, Hạc Bích (淇滨区) Sơn Thành (山城区) Hạc Sơn (鹤山区)                                                                                    | huyện Tuấn (浚县), huyện Kỳ (淇县) |
| • Tân Hương (新乡市)       | Vệ Tân (卫滨区) Hồng Kỳ (红旗区) Phượng Tuyền (凤泉区) Mục Dã (牧野区)                                                                           | thành phố cấp huyện Vệ Huy (卫辉市) thành phố cấp huyện Huy Huyện (辉县市) Tân Hương (新乡县), Hoạch Gia (获嘉县) Nguyên Dương (原阳县), Trường Viên (长垣县) Phong Khâu (封丘县), Diên Tân (延津县)                                        |
| • Tiêu Tác (焦作市)        | Giải Phóng (解放区) Trung Trạm (中站区) Mã Thôn (马村区) Sơn Dương (山阳区)                                                                      | thành phố cấp huyện Thấm Dương (沁阳市) thành phố cấp huyện Mạnh Châu (孟州市) Tu Vũ (修武县), huyện Ôn (温县) Vũ Trắc (武陟县), Bác Ái (博爱县)                                                                                            |
| • Bộc Dương (濮阳市)       | Hoa Long (华龙区) | Bộc Dương (濮阳县), Nam Lạc (南乐县) Đài Tiền (台前县), Thanh Phong (清丰县) huyện Phạm (范县) |
| • Hứa Xương (许昌市)       | Ngụy Đô (魏都区) | thành phố cấp huyện Vũ Châu (禹州市) thành phố cấp huyện Trường Cát (长葛市) Hứa Xương (许昌县), Yên Lăng (鄢陵县) Tương Thành (襄城县) |
| • Tháp Hà (漯河市)         | Nguyên Vị (源汇区) Yển Thành 郾城区 Triệu Lăng (召陵区)                                                                                          | Lâm Dĩnh 临颍县, Vũ Dương (舞阳县) |
| • Tam Môn Hạp (三门峡市)   | Hồ Tân (湖滨区) | thành phố cấp huyện Nghĩa Mã (义马市) thành phố cấp huyện Linh Bảo (灵宝市) Mẫn Trì (渑池县), Lô Thị (卢氏县) huyện Thiểm (陕县) |
| • Nam Dương (南阳市)       | Ngọa Long (卧龙区) Uyển Thành (宛城区) | thành phố cấp huyện Đặng Châu (邓州市) Đồng Bách (桐柏县), Phương Thành (方城县) Tích Xuyên (淅川县), Trấn Bình (镇平县) Đường Hà (唐河县), Nam Triệu (南召县) Nội Hương (内乡县), Tân Dã (新野县) Xã Kỳ (社旗县), Tây Hạp (西峡县)         |
| • Thương Khâu (商丘市)     | Lương Viên (梁园区) Tuy Dương (睢阳区) | thành phố cấp huyện Vĩnh Thành (永城市) Ninh Lăng (宁陵县), Ngu Thành (虞城县) Dân Quyền (民权县), Hạ Ấp (夏邑县) Chá Thành (柘城县), Tuy (睢县)                                                                                            |
| • Tín Dương (信阳市)       | Sư Hà (浉河区) Bình Kiều (平桥区) | Hoàng Xuyên (潢川县), Hoài Tân (淮滨县) Tức huyện (息县), Tân (新县) Thương Thành (商城县), Cố Thủy (固始县) La Sơn (罗山县), Quang Sơn (光山县)                                                                                            |
| • Chu Khẩu (周口市)        | Xuyên Vị (川汇区) | thành phố cấp huyện Hạng Thành (项城市) Thương Thủy (商水县), Hoài Dương (淮阳县) Thái Khang (太康县), Lộc Ấp (鹿邑县) Tây Hoa (西华县), Phù Câu (扶沟县) Trầm Khâu (沈丘县), Đan Thành (郸城县)                                            |
| • Trú Mã Điếm (驻马店市)   | Dịch Thành (驿城区) | Xác Sơn (确山县), Tân Thái (新蔡县) Thượng Thái (上蔡县), Tây Bình (西平县) Bí Dương (泌阳县), Bình Dư (平舆县) Nhữ Nam (汝南县), Toại Bình (遂平县) Chính Dương (正阳县)                                                                   |
| • trực thuộc tỉnh          | • trực thuộc tỉnh | thành phố cấp huyện Tế Nguyên (济源市) |